# Michaił Sorokin
Michaił Iwanowicz Sorokin (ros. Михаи́л Ива́нович Соро́кин, ur. 1 czerwca 1922 we wsi Nikolskoje w guberni niżnonowogrodzkiej, zm. 22 lutego 2005 w Moskwie) – radziecki dowódca wojskowy, generał armii.

## Życiorys
Od września 1941 służył w Armii Czerwonej, brał udział w wojnie z Niemcami, walczył na Froncie Południowym, Południowo-Zachodnim, Północno-Kaukaskim, 1 i 4 Ukraińskim, uczestniczył m.in. w operacji barwienkowsko-łozowskiej i w wyzwalaniu Noworosyjska. Od 1943 należał do WKP(b), w 1949 ukończył Akademię Wojskową im. Frunzego, a w 1964 Wojskową Akademię Sztabu Generalnego Sił Zbrojnych ZSRR. Od 1949 na stanowiskach dowódczych i sztabowych, m.in. dowódca batalionu szkolnego, w latach 1964-1996 zastępca dowódcy Leningradzkiego Okręgu Wojskowego, w latach 1969-1976 I zastępca dowódcy Południowej Grupy Wojsk. Dowódca 2 Armii Gwardii, kolejno w latach 1976-1981 dowódca wojsk Leningradzkiego Okręgu Wojskowego, między 1981 a 1983 główny doradca wojskowy ZSRR w Afganistanie, od 1981 generał armii, od 3 marca 1981 do 25 lutego 1986 zastępca członka KC KPZR, w latach 1983-1986 I zastępca naczelnika Wojskowej Akademii Sztabu Generalnego Sił Zbrojnych ZSRR. Następnie w latach 1987-1990 zastępca ministra obrony ZSRR i główny inspektor wojskowy Ministerstwa Obrony ZSRR, między 1990 a 1991 inspektor Grupy Generalnych Inspektorów Ministerstwa Obrony ZSRR. Deputowany do Rady Najwyższej ZSRR X kadencji, deputowany ludowy ZSRR. Pochowany na Cmentarzu Trojekurowskim w Moskwie.

## Odznaczenia
- Order Lenina (dwukrotnie)
- Order „Za zasługi dla Ojczyzny” III klasy
- Order Czerwonego Sztandaru
- Order Wojny Ojczyźnianej I klasy
- Order Aleksandra Newskiego
- Order Czerwonej Gwiazdy (dwukrotnie)
- Order „Znak Honoru”
- Order „Za służbę Ojczyźnie w Siłach Zbrojnych ZSRR” III klasy

i medale.